# Нендза (Рациборський повіт)
Нендза (пол. Nędza, нім. Buchenau) — село в Польщі, у гміні Нендза Рациборського повіту Сілезького воєводства.
Населення — 3388 осіб (2011).

## Демографія
Демографічна структура станом на 31 березня 2011 року:
|          | Загалом | Допрацездатний вік | Працездатний вік | Постпрацездатний вік |
| -------- | ------- | ------------------ | ---------------- | -------------------- |
| Чоловіки | 1638    | 284                | 1191             | 163                  |
| Жінки    | 1750    | 294                | 1097             | 359                  |
| Разом    | 3388    | 578                | 2288             | 522                  |